# ميخائيل شميت
ميخائيل شميت هو فلاح كندي، ولد في 1954.